# Jules Girardet

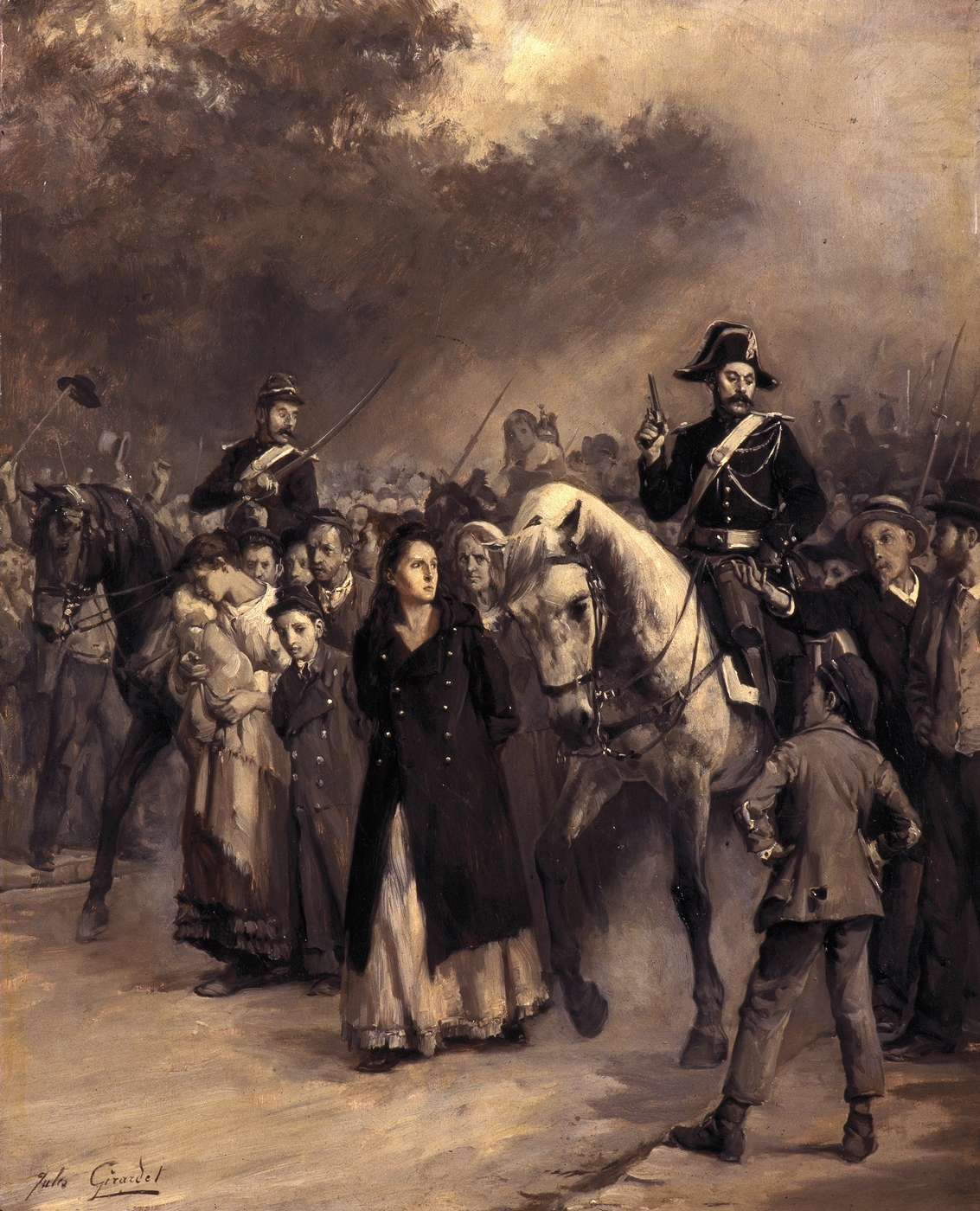
Die Verhaftung der Louise Michel, 1871

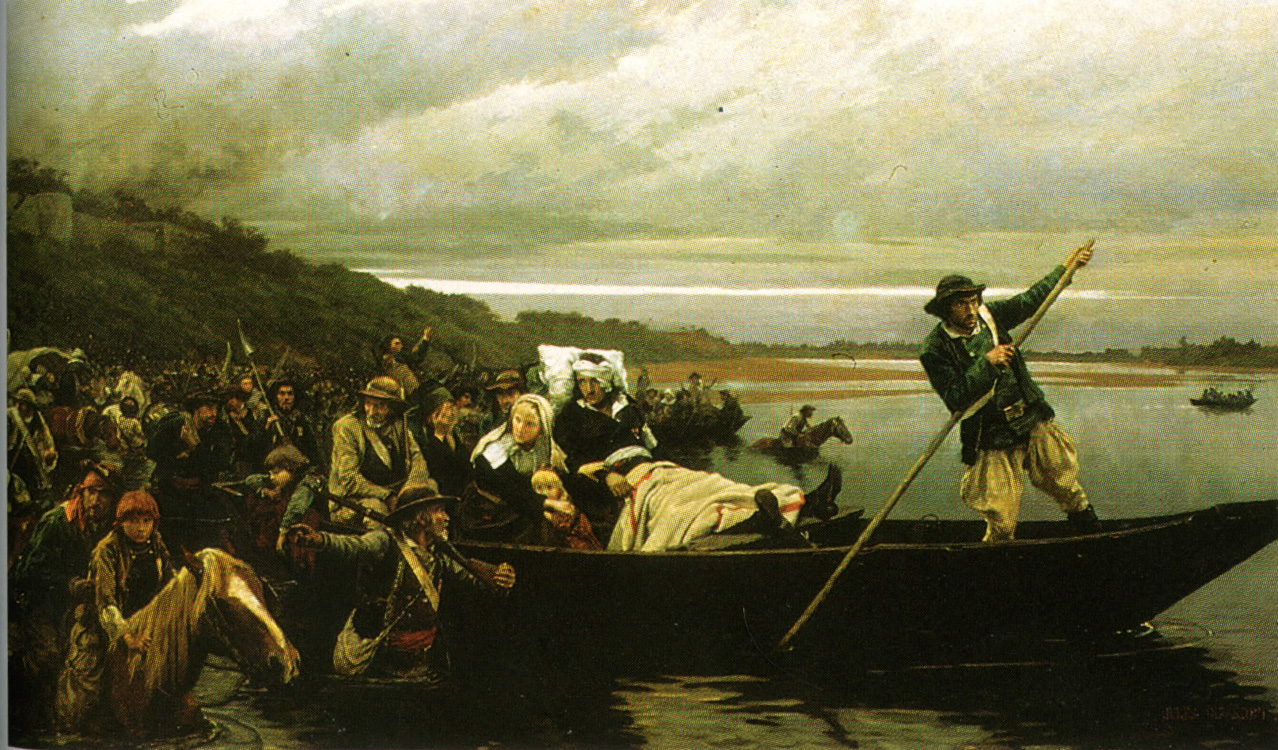
Der verletzte General Lescure überquert bei Saint-Florent die Loire, 1882

Jules Girardet (* 10. April 1856 in Versailles; † Januar oder Februar 1938 in Boulogne-Billancourt) war ein französischer Maler und Illustrator schweizerischer Herkunft. 

## Leben
Girardet stammte aus einer schweizerischen hugenottischen Familie; sein Vater war der Kupferstecher Paul Girardet (1821–1893), seine Mutter Louise-Alexandrine Sandoz. Seine Brüder Léon, Eugène, Paul Armand und Théodore sowie seine Schwester Julia wurden ebenfalls Kupferstecher oder Maler.
Jules Girardet besuchte die École des Beaux-Arts in Paris und war dort Schüler von Alexandre Cabanel. Mit Unterstützung seiner Lehrer konnte Girardet an einigen großen Ausstellungen des Salon de Paris teilnehmen und 1881 wurden seine Werke dort auch prämiert. Acht Jahre später konnte er weitere Werke auf der Weltausstellung in Paris zeigen und gewann dort auch eine Silbermedaille. 
1892 wurde er Ritter der Ehrenlegion.

## Werke (Auswahl)
Ölbilder
- La déroute de Cholet, Octobre 1793. 1883.
- Louise Michel parlant aux communards.
- L'arrestation de Louise Michel. 1871.
- Louise Michel à Satory.
- Les révoltés de Fouesnant.
- Le général Lescure blessé passe la Loire à Saint-Florent. 1882.
- Épisode de la Chouannerie.
- Siege de Saragosse. 1906.

Buchillustrationen
- Pierre du Chateau: Deux rivaux. Delagrave, Paris 1894.
- Frédéric Dillaye: Mademoiselle de Fierlys. Delagrave, Paris 1897.
- Louis Lacuria: Odyssée d'un pierrot français. Delagrave, Paris 1888.
- Henriette Pravaz: Histoire de Praline. Delagrave, Paris 1890.
- Émile Tanneguy de Wogan: Voyage du canot en papier le „Qui Vive“ et aventures de son capitaine. Hachette, Paris 1887.
- Alphonse Daudet: Tartarin de Tarascon. Flammarion, Paris 1890.